# Oskar Kroon
Oskar Kroon, född 6 september 1980 i Växjö, är en svensk författare och kulturskribent på Sydsvenskan. 
Oskar Kroon växte upp i Växjö. Han utbildade sig till journalist och arbetade på Sydsvenskan, Blekinge Läns Tidning och som redigerare på Dagens Nyheter. Han skolade därefter om sig till bagare. Han debuterade 2018 med barnboken Mitt fönster mot rymden. Flera av hans barn- och ungdomsböcker har kretsat kring fäder som på något vis försvunnit.
Han tilldelades Augustpriset 2019 för Årets barn- och ungdomsbok för Vänta på vind.
| ”              | Oskar Kroon skriver mycket konkret om det karga livet på en ö vid havet. Men sommaren på ön blir en vacker, existentiell berättelse om att växa och förändras. ... det finns också svaga ekon av flera andra berättelser som också utspelar sig i gränsland, i tillstånd där livet står och väger inför en avgörande förändring. | „ |
| – Lotta Olsson | |   |

År 2023 utkom han med boken Vitsippor och pissråttor, tillsammans med illustratören Hanna Klinthage. Boken, som skildrar hur en lillebror hanterar att den idoliserade storebrodern mobbas, möttes av god kritik och Kroon tilldelades för andra gången Augustpriset i barn- och ungdomsklassen.